# Oberhoffen-sur-Moder
Oberhoffen-sur-Moder là một xã thuộc tỉnh Bas-Rhin trong vùng Grand Est đông bắc Pháp.